# Adán Pérez
Adán Pérez Cavero (Quinto, Zaragoza, Aragón, España, 24 de octubre de 1989), conocido deportivamente como Adán Pérez, es un futbolista español que juega como centrocampista en el Club de Fútbol Calamocha de la Tercera División RFEF.

## Trayectoria
Formado en las categorías inferiores de distintos equipos de la comunidad como el Fuentes, Santo Domingo Juventud, Amistad, y el club riojano Varea, es fichado por el Andorra C. F. al acabar su etapa de juvenil en el Amistad. En el equipo minero juega media temporada para salir cedido al Universidad-Real Zaragoza "C" a mitad de campaña que competiría en la Regional Preferente de Aragón. Para la siguiente ficharía por el S. D. Almazán de Tercera División, club que dejaría para continuar por dos años en el C. D. Numancia de Soria "B" de la misma categoría. En 2012 vuelve al equipo de Andorra de Teruel donde cuaja una magnífica temporada, lo que le vale para fichar por el Real Zaragoza "B" para la siguiente campaña. En el filial blanquillo se convierte en una sola campaña en el mejor jugador del equipo lo que le vale para consiguer una ficha en el primer equipo en julio de 2014.
Así, Adán Pérez debutó con el Real Zaragoza y como jugador profesional el 23 de agosto de 2014 en el partido frente al R. C. Recreativo de Huelva, como titular y siendo sustituido en el minuto setenta y nueve por Jaime Romero. En el partido que finalizó con el empate a cero entre ambos conjuntos, el de Quinto realizó un buen encuentro con detalles de calidad y gozando de ocasiones de gol.
Tras debutar con el conjunto blanquillo sale cedido antes de la clausura del mercado de fichajes al Racing de Santader para acumular minutos en otro conjunto, debido a la llegada de demasiada competencia en los puestos de arriba del Real Zaragoza. Sin embargo en el equipo cántabro tan solo disputa 6 partidos.
Los 4 años posteriores jugó en el segunda B grupo II con C.D. Ebro, C.D.A.Navalcarnero y C.D.Tudelano, categoría donde desarrolló parte de su carrera.
Después con 30 años volvió a tercera división donde jugó en el C.D.Teruel, S.D.Borja y Utebo F.C, club con el que ascendió a segunda R.F.E.F y el año posterior disputó fase de ascenso a primera R.F.E.F.
Actualmente comienza a jugar su segunda temporada en el Calamocha C.F de tercera división después de cuajar una primera temporada muy buena en la que al final de la misma sufrió una grave lesión de rodilla.

## Clubes
| Club                        | País   | Año       |
| --------------------------- | ------ | --------- |
| Andorra C. F.               | España | 2008-2009 |
| Real Zaragoza "C"           | España | 2009      |
| S. D. Almazán               | España | 2009-2010 |
| C. D. Numancia de Soria "B" | España | 2010-2012 |
| Andorra C. F.               | España | 2012-2013 |
| Real Zaragoza "B"           | España | 2013-2014 |
| Real Zaragoza               | España | 2014      |
| Racing de Santander         | España | 2014-2015 |
| C. D. Ebro                  | España | 2015-2016 |
| C. D. A. Navalcarnero       | España | 2016-2017 |
| C. D. Tudelano              | España | 2017-2019 |
| C. D. Teruel                | España | 2019-2020 |
| S. D. Borja                 | España | 2020-2021 |
| Utebo F. C.                 | España | 2021-2023 |
| Calamocha C.F               | España | 2023-     |

2023-